# Revolución (The Dead Daisies)
Revoluciòn è il secondo album in studio del supergruppo statunitense The Dead Daisies, pubblicato nel 2015 dalla Spitfire Records.

## Descrizione
È il secondo album della band, la quale vede già alcuni cambi di formazione: Jon Stevens abbandona il gruppo, e viene rimpiazzato dall'ex Mötley Crüe John Corabi, mentre Darryl Jones e Frank Ferrer vennero sostituiti da Marco Mendoza e Brian Tichy, provenienti dagli Whitesnake.

## Tracce
1. Mexico – 3:15
2. Evil – 3:52
3. Looking for the One – 4:45
4. Empty Heart – 5:46
5. Make the Best of It – 4:52
6. Something I Said – 8:33
7. Get Up, Get Ready – 4:19
8. With You and I – 6:57
9. Sleep
10. My Time – 7:02
11. Midnight Moses
12. Devil Out of Time – 11:21
13. Critical – 11:21

## Formazione
- John Corabi, voce
- David Lowy, chitarra
- Richard Fortus, chitarra
- Dizzy Reed, tastiera
- Marco Mendoza, basso
- Brian Tichy, batteria